# 莱昂·泰利耶
莱昂·泰利耶（法語：Léon Tellier，？—？），法国男子帆船运动员。他曾代表法国参加1900年夏季奥林匹克运动会帆船比赛，获得一枚铜牌。